# 洛斯季采

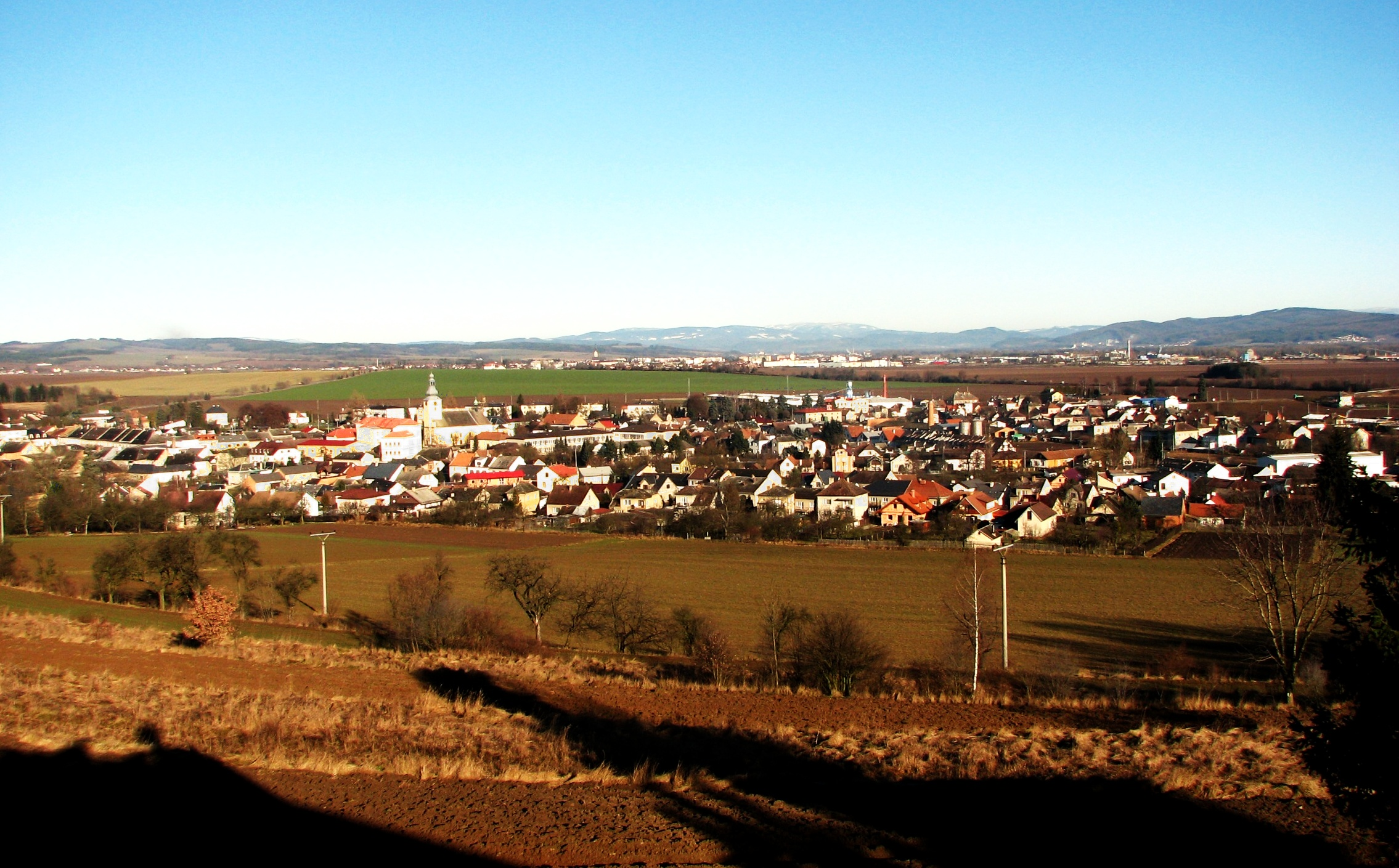

洛斯季采是捷克的城鎮，位於該國東部，距離莫海爾尼采約4公里，由奧洛穆克州負責管轄，面積11.99平方公里，海拔高度258米，2006年人口3,065。

## 外部連結
- Official website （页面存档备份，存于） （捷克文）